# Zevenheuvelenloop
La Zevenheuvelenloop (en français la Course des sept collines) est une course à pied de 15 kilomètres se déroulant tous les ans, en novembre, à Nimègue, aux Pays-Bas. L'épreuve est inaugurée en 1984 .
Lors de l'édition 2009, l'Éthiopienne Tirunesh Dibaba établit un nouveau record du monde du 15 km en 46 min 26 s. Un an plus tard, le Kényan Leonard Komon bat le record du monde masculin en 41 min 13 s.

## Palmarès
Record de l'épreuve
| Date | Vainqueur masculin       | Temps       | Vainqueur féminine          | Temps       |
| ---- | ------------------------ | ----------- | --------------------------- | ----------- |
| 2018 | Joshua Cheptegei (UGA)   | 41 min 05 s | Stella Chesang (UGA)        | 47 min 19 s |
| 2017 | Joshua Cheptegei (UGA)   | 41 min 16 s | Birke Debele (ETH)          | 48 min 52 s |
| 2016 | Joshua Cheptegei (UGA)   | 42 min 08 s | Susan Krumins (NED)         | 49 min 30 s |
| 2015 | Joshua Cheptegei (UGA)   | 42 min 39 s | Yenenesh Tilahun (ETH)      | 50 min 05 s |
| 2014 | Abera Kuma (ETH)         | 42 min 18 s | Priscah Jeptoo (KEN)        | 46 min 56 s |
| 2013 | Leonard Komon (KEN)      | 42 min 15 s | Tirunesh Dibaba (ETH)       | 48 min 43 s |
| 2012 | Nicholas Kipkemboi (KEN) | 42 min 01 s | Tirunesh Dibaba (ETH)       | 47 min 08 s |
| 2011 | Haile Gebrselassie (ETH) | 42 min 44 s | Waganesh Mekasha (ETH)      | 48 min 33 s |
| 2010 | Leonard Komon (KEN)      | 41 min 13 s | Genet Getaneh (ETH)         | 47 min 53 s |
| 2009 | Sileshi Sihine (ETH)     | 42 min 14 s | Tirunesh Dibaba (ETH)       | 46 min 29 s |
| 2008 | Ayele Abshero (ETH)      | 42 min 17 s | Mestawet Tufa (ETH)         | 46 min 57 s |
| 2007 | Sileshi Sihine (ETH)     | 42 min 24 s | Bezunesh Bekele (ETH)       | 47 min 36 s |
| 2006 | Micah Kogo (KEN)         | 42 min 42 s | Mestawet Tufa (ETH)         | 47 min 22 s |
| 2005 | Haile Gebrselassie (ETH) | 41 min 56 s | Berhane Adere (ETH)         | 47 min 46 s |
| 2004 | Sileshi Sihine (ETH)     | 41 min 38 s | Lydia Cheromei (KEN)        | 47 min 02 s |
| 2003 | Richard Yatich (KEN)     | 42 min 43 s | Mestawet Tufa (ETH)         | 49 min 06 s |
| 2002 | Kamiel Maase (NED)       | 43 min 41 s | Irvette van Blerk (RSA)     | 51 min 06 s |
| 2001 | Felix Limo (KEN)         | 41 min 29 s | Rose Cheruiyot (KEN)        | 48 min 40 s |
| 2000 | Felix Limo (KEN)         | 42 min 53 s | Berhane Adere (ETH)         | 48 min 06 s |
| 1999 | Mohammed Mourhit (BEL)   | 43 min 30 s | Lyubov Morgunova (RUS)      | 49 min 45 s |
| 1998 | Worku Bikila (ETH)       | 42 min 24 s | Tegla Loroupe (KEN)         | 50 min 06 s |
| 1997 | Worku Bikila (ETH)       | 42 min 20 s | Catherina McKiernan (IRL)   | 48 min 30 s |
| 1996 | Josephat Machuka (KEN)   | 43 min 06 s | Marleen Renders (BEL)       | 50 min 09 s |
| 1995 | Josephat Machuka (KEN)   | 42 min 23 s | Hellen Kimaiyo (KEN)        | 49 min 44 s |
| 1994 | Haile Gebrselassie (ETH) | 43 min 00 s | Liz McColgan (GBR)          | 49 min 56 s |
| 1993 | Khalid Skah (MAR)        | 43 min 35 s | Tegla Loroupe (KEN)         | 50 min 06 s |
| 1992 | Carl Thackery (GBR)      | 43 min 54 s | Tegla Loroupe (KEN)         | 50 min 53 s |
| 1991 | Tonnie Dirks (NED)       | 44 min 09 s | Ingrid Kristiansen (NOR)    | 48 min 46 s |
| 1990 | Tonnie Dirks (NED)       | 44 min 53 s | Carla Beurskens (NED)       | 52 min 06 s |
| 1989 | Tonnie Dirks (NED)       | 43 min 31 s | Carla Beurskens (NED)       | 50 min 36 s |
| 1988 | Robin Bergstrand (GBR)   | 46 min 20 s | Marianne van de Linde (NED) | 52 min 53 s |
| 1987 | Marti ten Kate (NED)     | 45 min 11 s | Gerrie Timmermans (NED)     | 57 min 16 s |
| 1986 | Sam Carey (GBR)          | 46 min 2 s  | Denise Verhaert (BEL)       | 53 min 33 s |
| 1985 | Klaas Lok (NED)          | 45 min 28 s | Joke Menkveld (NED)         | 57 min 28 s |
| 1984 | Leon Wijers (NED)        | 36 min 55 s | Anne Rindt (NED)            | 45 min 48 s |